# Protesty v Bahrajnu 2011

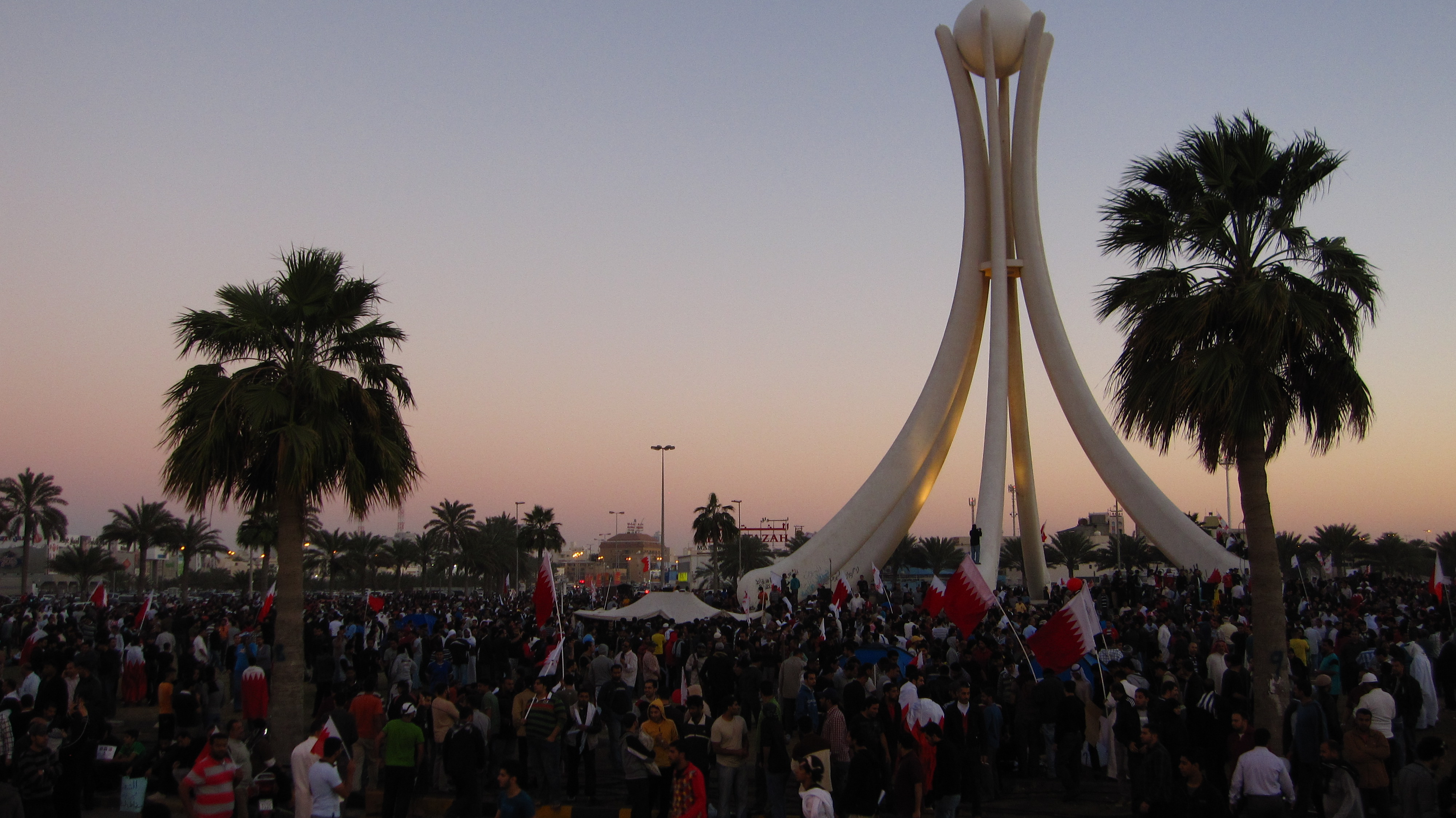
Perlový kruhový objezd v Manama byl po potlačení povstání přestavěn na silniční křižovatku

Protesty v Bahrajnu jsou sérii demonstrací, občanského a násilného odporu v ostrovním státě Bahrajn v Perském zálivu. Inspirováni vlnou revolucí a povstání v Arabském světě známou jako Arabské jaro, požadovali protestující větší politické svobody a rovné postavení pro většinovou ší'itskou populaci. Po krvavém zákroku proti protestujícím na Perlovém náměstí v hlavním městě Manáma 17. února 2011 začali požadovat abdikaci krále Hamada ibn Isy Al Chalífy a ukončení monarchie.
Demonstranti se shromažďovali na Perlovém náměstí, které se stalo centrem protestů. Po měsíci demonstrací vláda požádala o vstup spřátelených armád a policejních sil členských zemí Rady pro spolupráci arabských států v Zálivu. 14. března vstoupilo do země 1 000 vojáků Saúdské Arábie a 500 vojáků ze Spojených arabských emirátů s cílem protesty potlačit. O den později vyhlásil král Hamad ibn Isa Al Chalífa stanné právo a tříměsíční stav ohrožení státu. Perlové náměstí bylo vyklizeno a ikonický monument v jeho středu zbourán. Po ukončení výjimečného stavu propukly v zemi opět demonstrace pořádané Sdružením národní muslimské dohody. Demonstrací, které probíhaly každý týden, se účastnily desetitisíce lidí.
Reakce silových složek byla popisována jako „brutální“ úder proti poklidným neozbrojeným demonstrantům. Terčem policie se stali také lékaři a opoziční blogeři. Silové složky prováděly také noční razie v ší'itských čtvrtích. Zaznamenáno bylo také bití na kontrolních stanovištích a odpírání lékařského ošetření členům opozice. Téměř 3 000 lidí bylo zatčeno a nejméně pět osob zemřelo v důsledku mučení ve vazbě.
V červnu 2011 ustanovil král Hamad vyšetřovací komisi složenou z mezinárodních nezávislých expertů. Její zprava publikovaná v listopadu téhož roku konstatovala, že se bahrajnská vláda dopouštěla systematického mučení zadržených stejně jako dalšího porušování lidských práv. Komise rovněž odmítla tvrzení vlády, že protesty vyprovokoval Írán.
Neklid v zemi pokračoval i v roce 2014.